# Decsényi János
Decsényi János (Budapest, 1927. március 24. –) Erkel Ferenc-díjas magyar zeneszerző.

## Élete, munkássága
A Székesfővárosi Felsőbb Zeneiskolában tanult Sugár Rezsőnél, majd felsőfokú zenei tanulmányait 1952 és 1956 között a Liszt Ferenc Zeneművészeti Főiskolán végezte, ahol Szervánszky Endrénél tanult zeneszerzést.
Első munkahelye 1951-től a Magyar Rádió Komolyzenei (Drámai és Szimfonikus Zenei) Osztálya volt, amelynek először szerkesztője, majd vezetője is volt. 1974-től a rádió elektroakusztikus stúdióját vezette közel 20 évig, majd 2007-ig a Bartók Rádió zenei lektora volt. A rádió képviseletében 25 évig volt zsűritag a franciaországi Bourges-ban, az éves rendszerességgel szervezett kompozíciós versenyeken.
Zeneszerzőként a zenei műfajok széles skáláját művelte: alkotásai között megtalálhatók kamarazenei, szimfonikus és oratorikus művek, csakúgy, mint színházi, televíziós és rádiós kísérőzenék, filmzenék. Tevékenységének fontos területe az elektroakusztikus zene, amit a rádió nyújtotta lehetőségek révén művelt, népszerűsített.
Fontosabb kompozíciói: Sírfelirat Aquincumból (1979), Weöres Sándor Tizenkettedik szimfóniája (1980), Emlékkönyv – audiovizuális oratórium (1998), Búcsú egy tovatűnt évszázadtól – oratórium (2001), Eszedbe jutok-e még? – két asszonymonológ (2002), III. szimfónia, „A huszonharmadik betű” (2006), Verseskönyv – elektroakusztikus ciklus (1994–2000).

## Díjai, elismerései
- Zeneszerző verseny győztese  (Három madrigál kórusmű, Vercelli, Olaszország, 1956)
- Erkel Ferenc-díj (1975)
- Kritikusok díja (Sírfelirat Aquincumból, 1981; I. szimfónia, 1991)
- Érdemes művész (1986)
- Bartók–Pásztory-díj (1999)
- Kiváló művész (2009)
- Artisjus-díj (Az év komolyzenei műve kategóriában) (2012)

## Műveinek listája
- Vonóstrió, 1955
- Sonatina pastorale (fuvola, zongora), 1956
- Három madrigál (vegyeskar, magyar népi szövegekre), 1956
- Szerelem (öt zenekari dal magyar költők verseire), 1957
- Concertino (hegedű, ifjúsági vonószenekar), 1957
- Divertimento (csembaló, kamarazenekar), 1958
- Szonatina (zongora), 1958
- Barbár dalok (bariton, zongora, Weöres Sándor verseire), 1958
- Öt kis kórusmű Weöres Sándor verseire, 1958
- Szvit (ifjúsági vonószenekarra), 1960
- Három tavaszi ének (női kar, fúvósötös, hárfa, Jankovich Ferenc, Radnóti Miklós és Kótzián Katalin verseire), 1961
- Képtelen történet (balett), 1962
- Tíz etűd (ifjúsági vonószenekarra), 1962
- Szimfonietta (ifjúsági vonószenekarra), 1962
- Három elégia Salvatore Quasimodo verseire (kettős vegyeskar, Képes Géza fordítása), 1962
- Két tavaszi ének (női kar, zenekar, Várnai Zseni és Jankovich Ferenc verseire), 1963
- Metamorfózisok (szoprán, zongora), 1964
- Öt könnyű darab Schumann Gyermekalbum című gyűjteményéből (átirat ifjúsági vonószenekarra), 1965
- Hat darab Csajkovszkij Gyermekalbum című sorozatából (átirat ifjúsági vonószenekarra), 1965
- Öt Csontváry-kép (változatok nagyzenekarra), 1967
- Shakespeare-monológok (bariton, zongora, magyar szöveggel), 1968
- Kati dalai (európai népdalok, gyermekkar, ifjúsági zenekar), 1968
- Melodiae hominis (kamaraegyüttes), 1969
- Tréfás dal (gyermekkar, kamarazenekar, Kapuvári Béla versére), 1969
- Újévi ablak (vegyeskar, Illyés Gyula költeményére), 1970
- Zene egy Shakespeare-vígjátékhoz (kamarazenekar), 1970
- Gondolatok – nappal, éjszaka (zenekar), 1971
- Három gyermekkar Szabó Lőrinc verseire, 1971
- Kommentárok Marcus Aureliushoz (vonószenekar), 1973
- A gondolat játékai (kantáta, szoprán, kamaraegyüttes, a zeneszerző szövegére), 1973
- Double (kamarazenekar), 1974
- Balatoni dal (gyermekkar, zenekar, Rossa Ernő verseire), 1975
- Concerto Boémo (zenekar), 1976
- Változatok (zongora, zenekar), 1976
- Concertino (gordonka, ifjúsági vonószenekar), 1976
- Két kis kórusmű (gyermekkar, zongora, Weöres Sándor verseire), 1976
- Concerto grosso (kamarazenekar), 1978
- I. vonósnégyes, 1978
- Kis képeskönyv – állatokról (a) gyermekkar, zongora, Weöres Sándor verseire, 1978; b) gyermekkar, kamarazenekar, Weöres Sándor verseire, 1988)
- Ijesztgető (gyermekkar, hegedű, cimbalom, köcsögduda, Zelk Zoltán verseire), 1978
- Az orr (elektroakusztus bábjáték-zene, Gogol szövege nyomán), 1979
- Sírfelirat Aquincumból (szoprán, elektromos kisorgona, vonósok), 1979
- Utak (nyolc etűd, szoprán, zongora), 1979
- Népdal (ifjúsági vonószenekar), 1980
- Weöres Sándor Tizenkettedik szimfóniája (szoprán, ütőhangszerek), 1980
- A tücsökszót ki érti meg? (kamarazenekar, elektronika), 1983
- Gordonkaverseny, 1984
- A harmadik (vonószenekar), 1985
- Daliás idők (filmzene, szimfonikus zenekar, Arany János Toldi-trilógiája alapján), 1985
- I. szimfónia, 1986
- Jelenetek a magyar lovagkorból – szvit a Daliás idők filmzene témáira (Marosi László hangszerelése, fúvószenekar), 1987
- Hangtájak (elektronika)
  - No.1.: Kövek, 1987
  - No.2.: Prospero szigete, 1989
  - No.3.: A katedrális madarai, 1991
- Régi magyar szövegek (szoprán, basszus, kamaraegyüttes), 1991 (Hungaroton HCD31713: Csengery Adrienne, Fried Péter, vezényel: Serei Zsolt)
- Koncertszonáta (gordonka, zongora), 1991
- A tücsökszóra emlékszel-e még? (zongora, elektronika), 1993
- Verseskönyv (elektroakusztikus költeményciklus), 1994-2000
  - No.1.: Jelenlét (Weöres Sándor versére), 1994
  - No.2.: Song (P. B. Shelley versére), 1994
  - No.3.: La fontana malata (A. Palazzeschi versére), 2000
  - No.4.: Fuite de Centaures (J. M. Heredia versére), 1999
  - No.5.: Die Korfsche Uhr (Ch. Morgenstern versére), 1998
- Jobb lesz az darvakkal…? – szimfónia a Hortobágyról (elektroakusztikus mű), 1996
- Triptichon (basszus, zongora, Weöres Sándor Szaggatott című költeményére), 1997
- Congedo/Búcsú (három vegyeskar obligát hangszerkísérettel, Czigány György, Rainer Maria Rilke és Giosuè Carducci verseire), 1997
- Ha megöregszel (két dal Pierre de Ronsard és William Butler Yeats verseire, bariton, zongora),1998
- Emlékkönyv (audiovizuális oratórium, két narrátor, szoprán, basszus, kamarakórus, kamaraegyüttes, elektronika, diaképek, a zeneszerző szövegével), 1998 (Ősbemutató: Csengery Adrienne, Fried Péter, vezényel: Serei Zsolt)
- Árnyak és lángok (dalok és kettősök, szoprán, tenor, zongora, Weöres Sándor verseire), 1998
- A tigris, a szamár és a lemmingek (dalciklus, mezzoszoprán, zongora, William Blake, Gilbert Keith Chesterton és John Masefield verseire), 1998
- Asszonyénekek (dalciklus, Friedrich Schiller, Heinrich Heine és Rainer Maria Rilke verseire a) mezzoszoprán, zongora, 1998; b) mezzoszoprán, zongora, vonószenekar, 2008)
- Csend elé – öt és fél dal Czigány György verseire (mezzoszoprán, zongora), 1999
- Búcsú egy tovatűnt évszázadtól (oratórium, szólisták, vegyeskar, gyermekkar, szimfonikus zenekar, 20. századi magyar költők verssoraira), 2001
- Rainer Maria Rilke Rilke költő találkozása a halállal (tenor, zongora), 2001
- Eszedbe jutok-e még? (két asszonymonológ, mezzoszoprán, vonósnégyes, Ágh István verseire), 2002
- Francia nosztalgiák (tenor, elektronika, Gérard du Nerval és Paul Verlaine versére), 2002
- Távolról a Mostba – sorok egy Ady-kötetből (basszus, kamaraegyüttes), 2002 (Magyar Rádió 2002, km.:Fried Péter, vez : Serei Zsolt)
- II. vonósnégyes, 2003
- Vakszövegek (kantáta, négy énekes szólista, kamaraegyüttes, Csengery Kristóf költeményére, valamint különböző szövegtöredékekre), 2004
- Narratívák elektronikára
  - No.1. Hazatérés, 2005
  - No.2. Koncert, 2006
- III. szimfónia, „A huszonharmadik betű” (szimfonikus zenekar, basszus, vegyeskar, szöveg: az Alkotás könyvéből), 2006
- Trió-divertimento, „A Háromkirályok” (két klarinét, fagottra), 2007
- Ismeretlen föld (kantáta, bariton, két zongora, Csengery Kristóf verseire), 2008
- Kör – brácsaszólóra, 2009
- Az öröm látszata (Machaut-kommentárok, kamaraegyüttes, bariton), 2009
- Rainer Maria Rilke Rilke költő találkozása a halállal (tenor, fúvósnégyes, vonósötös, zongora, egy ütőhangszer), 2010
- Carmina puerorum/Gyermekénekek (gyermekkar, zongora)
- Dante ürügyén – sorok a Komédiából (tenor, mélyhegedű), 2011